# Ostkaka

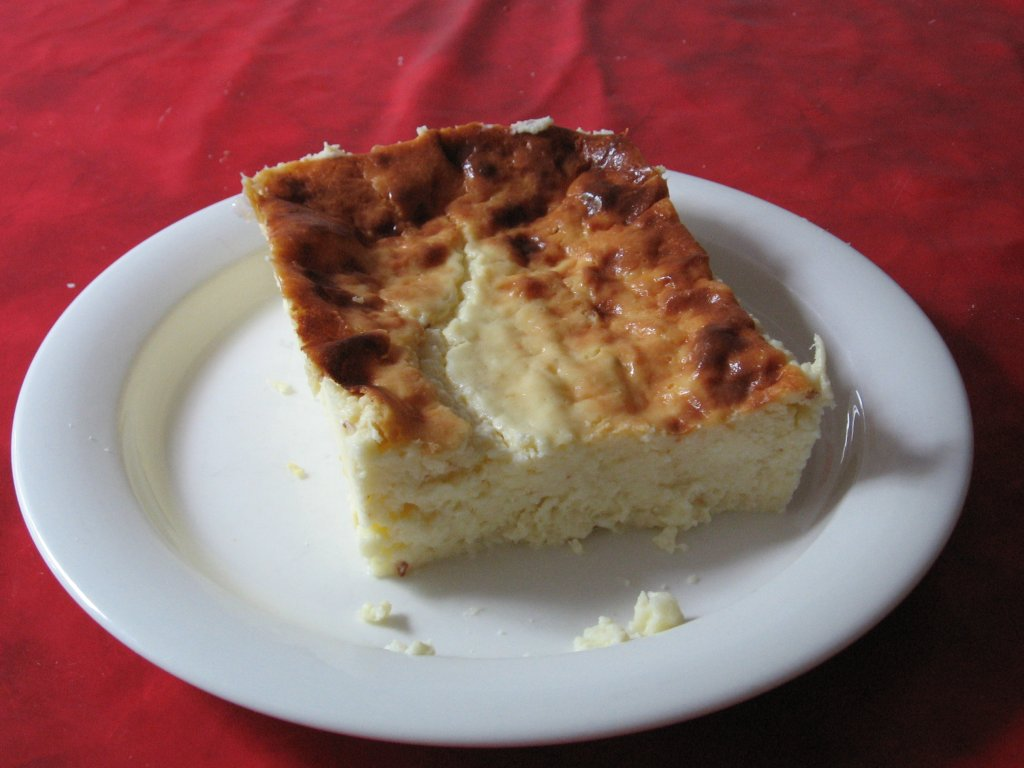
Ostkaka.

Ostkaka är en svensk maträtt och dessert historiskt belagd sedan 1538, men har troligen funnits sedan medeltiden. Den är baserad på ostmassa som gräddas i ugn och huvudingredienser är mjölk, vetemjöl och ostlöpe. Ostkaka föreslogs som officiell nationalrätt för Sverige i en riksdagsmotion 2004 av centerpartisten Margareta Andersson.
Ostkaka tillverkas genom att mjölk ystas med ostlöpe. Det finns två sorters ostkaka i Sverige: den ena är Hälsingeostkakan från Hälsingland och den andra är Småländsk ostkaka från Småland. Dessa båda ostkakor skiljer sig åt i såväl smak, recept, konsistens och servering och skall ej förväxlas med varandra.

## Småländsk ostkaka

Småländsk ostkaka med jordgubbssylt, vispad grädde och glass.

Småländsk ostkaka brukar förutom huvudingredienserna innehålla: sötmandel, bittermandel, ägg, grädde och strösocker. Den är grynigare i konsistensen än Hälsingeostkakan.
Småländsk ostkaka äts ofta ljummen med sylt (traditionellt klarbärssylt) och vispad grädde, men kan även ätas med till exempel mjölk eller glass. Den är relativt vanlig på det småländska julbordet.
En förenklad variant av den småländska ostkakan kan tillagas av färskost (exempelvis cottage cheese), ägg, socker, hackad mandel och grädde som rörs ihop och sedan gräddas i ugn.

### Historia och tradition
Ostkakan har sannolikt medeltida ursprung, men kan med säkerhet beläggas i landet först år 1538, då den nämns i en latinsk-svensk ordlista.
Förr när det vankades storkalas i Småland bidrog varje gästande familj med en maträtt. Då var det vanligt att någon familj hade med sig ostkaka, för det innebar status samtidigt som den räckte till många gäster. Ett sådant kalas skildras i Astrid Lindgrens Emil i Lönneberga.
Enligt den småländska traditionen börjar man alltid äta ostkaka från mitten. En teori till det är att man förr bakade i en kopparbunke med beläggning av tenn. Blev det sprickor i tennet så blandades ostkakan med den giftiga kopparn. Då fick de finare gästerna i alla fall inte i sig så mycket av giftet. Andra menar att det är för att ostkakan är krämigast i mitten och lite torrare och mera bränd i kanterna, vilka sparades till barnen och tjänstefolket.

## Hälsingeostkaka
Hälsingeostkaka innehåller enbart eller nästan enbart huvudingredienserna för ostkaka, variationer i recepten där man använder ägg förekommer. Recepten skiljer sig något åt beroende på landskapsdel.
Hälsingeostkakan bör vara slät och "gnisslig" likt halloumi i konsistensen. Den skärs i skivor och värms tillsammans med grädde i ugn, alternativt i stekpanna, för att sedan serveras traditionellt med saftsås eller hjortron och vispad grädde.
I Hälsingland anordnas årliga världsmästerskap i att tillverka den bästa Hälsingeostkakan. 2009 var 15 bidrag inlämnade till tävlingen.
Hälsingeostkaka är en självklar del av olika evenemang i Hälsingland. Vid midsommarfiranden och spelmansstämmor finns ofta servering av ostkaka.
Hälsinge Hamboni, en modern variant på den klassiska Hälsingeostkakan, utsågs 2010 till Sveriges bästa nya landskapsrätt av Ica, och receptet finns publicerat i boken Sveriges nya landskapsrätter.
I tävlingen Matverk 2015 vann produkten Hälsingekulor, chokladpraliner fyllda med hälsingeostkaka, Hälsinglands deltävling.

## SM i mathantverk
Varje år arrangerar Eldrimner SM i mathantverk, där ostkaka är en tävlingsklass. Hälsingeostkaka och småländsk ostkaka tävlar då i samma klass.

## Ostkakans dag
Ostkakans dag firas den 14 november sedan 2004 och har instiftats av Ostkakans vänner, en ideell förening som bildades våren 2003. Bakom Ostkakans vänner står Frödinge Mejeri AB.

## Engelsk översättning
Översättningar från svenska till engelska är Swedish cheesecake eller Swedish curd cake som direktöversatt betyder ungefär "svensk ostkaka" eller "svensk kvargkaka".